# Apio Claudio Cáudex
Apio Claudio Cáudex o Cáudice  fue un político y militar romano perteneciente a una rama patricia de la gens Claudia. Fue elegido cónsul en el año 264 a. C.

## Antecedentes
En 265 a. C. Hierón II de Siracusa había atacado Mesina en un intento de capturarla a los mamertinos, mercenarios de Campania, que la habían tomado unos años antes. Entre los mamertinos había dos partidos, uno inclinado hacia Roma y otro hacia Cartago. En 264 a. C. el partido prorromano acudió a Roma en demanda de ayuda. Varios senadores romanos se opusieron, pero la asamblea del pueblo decidió concederla y Apio Claudio fue el encargado de dirigir la expedición.

## La campaña
Antes de que llegara el ejército romano, los mamertinos consiguieron expulsar a la guarnición cartaginesa, que ofreció una resistencia meramente simbólica. Cuando llegaron los romanos, pudieron entrar en Mesina sin problemas. Entonces, Hierón II decidió unirse a los cartagineses, y mientras estos bloqueaban la ciudad, él se quedó fuera, esperando el desenlace.
Apio Claudio envió embajadores a cartagineses y siracusanos, pero fue ignorado. Entonces envió a sus tropas que derrotaron a los dos ejércitos enemigos. Después intentó explotar la victoria y marchó sobre Siracusa, pero fue rechazado en Egesta; y después de otras operaciones sin éxito, dejó una guarnición en Mesina y regresó a casa.
Esta disputa fue el prolegómeno de la primera guerra púnica.